# Vista Gaúcha
Vista Gaúcha är en kommun i Brasilien.   Den ligger i delstaten Rio Grande do Sul, i den södra delen av landet, 1 400 km söder om huvudstaden Brasília. Antalet invånare är 2 759. Arean är 89 kvadratkilometer.
Terrängen i Vista Gaúcha är kuperad norrut, men söderut är den platt.
Omgivningarna runt Vista Gaúcha är en mosaik av jordbruksmark och naturlig växtlighet. Runt Vista Gaúcha är det ganska glesbefolkat, med 34 invånare per kvadratkilometer.